# История болезни (фильм)
«История болезни» — советский художественный фильм, снятый в 1990 году режиссёром Алексеем Праздниковым по мотивам рассказа Михаила Булгакова «Красная корона».

## Сюжет
Во время Гражданской войны офицер-медик отправляется по просьбе матери на поиски младшего брата и клянётся ей доставить того обратно живым. Однако его младший брат, вольноопределяющийся, не пожелал оставить эскадрон и вскоре был смертельно ранен. Старший же попал в плен к красным и не был расстрелян лишь благодаря своей профессии. Теперь он находится в больнице, правда, в качестве пациента, и во время приступов шизофрении ему всё время видится младший брат...

## В ролях
(в титрах фильма обозначены только имена актёров, но не роли)
- Александр Галибин — старший брат
- Вячеслав Захаров — врач (в титрах В. Захарьев)
- Антонина Шуранова — мать
- Александр Романцов — белый генерал, красный комиссар
- Дмитрий Дадонов — младший брат
- Андрей Дежонов (Анисимов) — эпизод
- Михаил Зонов — эпизод

## Съёмочная группа
- Режиссёр: Алексей Праздников
- Сценарист: Л. Ефимов
- Операторы: Павел Засядко, Кирилл Мошкович
- Художник: Кирилл Мошкович
- Художник по костюмам: Генриетта Джагизян
- Композитор: Борис Арапов
- Звукооператор: Юрий Кубицкий
- Дирижёр: Равиль Мартынов
- Монтаж: Галина Мажар
- Грим: Т. Геркус
- Костюмер: Т. Чалова
- Реквизит: Т. Жукова
- Свет: Е. Лакшин, И. Горский
- Музыкальный редактор: Галина Мшанская
- Администратор: Н. Маляцкая
- Директор: А. Верещагина